# 帕拉林匹克運動會南非代表團
南非（國際奧委會國家編碼為：RSA）參與夏季帕拉林匹克運動會以及冬季帕拉林匹克運動會。
該國在日本東京的1964年夏季残奥会完成帕運的首次亮相，該國在該屆賽事中派出9位運動員參與射箭、田徑、游泳和舉重項目。結果該國獲得包含8面金牌在內的19面獎牌，排名獎牌榜第六名。但是南非是在被奧運會禁賽後才參與帕運會。1962年联合国大会1761号决议譴責該國的種族隔離政策之後，南非被禁止參與奧運會。然而，南非沒有被禁止參加殘奧會，因此出席了1964年殘奧會。
南非持續參與夏季帕運會直至1976年。
作為1980年夏季帕拉林匹克運動會主辦國的荷兰，荷蘭國會通過了一項決議，表示不歡迎南非參加該屆帕運。南非自此就未參加帕運，直到1992年種族隔離結束後才重返帕運。
南非在日本長野市的1998年冬季帕拉林匹克運動會完成冬季帕運會上的首次亮相。成為既1976年的烏干達之後第二個參與帕運會的非洲國家。南非之後參與每屆冬季帕運會，直至2010年。至目前只有高山滑雪選手Bruce Warner代表該國參賽，他尚未獲得獎牌。

## 另見
- 奥林匹克运动会南非代表团

## 註解
1. ↑  South Africa at the Paralympics （页面存档备份，存于）, 國際帕拉林匹克委員會
2. 1 2 3  South Africa at the Paralympics （页面存档备份，存于）, International Paralympic Committee
3. ↑  "'The Netherlands against Apartheid' - 1970s" （页面存档备份，存于）, International Institute of Social History
4. ↑  . 2016-08-12  [2016-08-12]. （原始内容存档于2016-10-14）.